# 上斯希

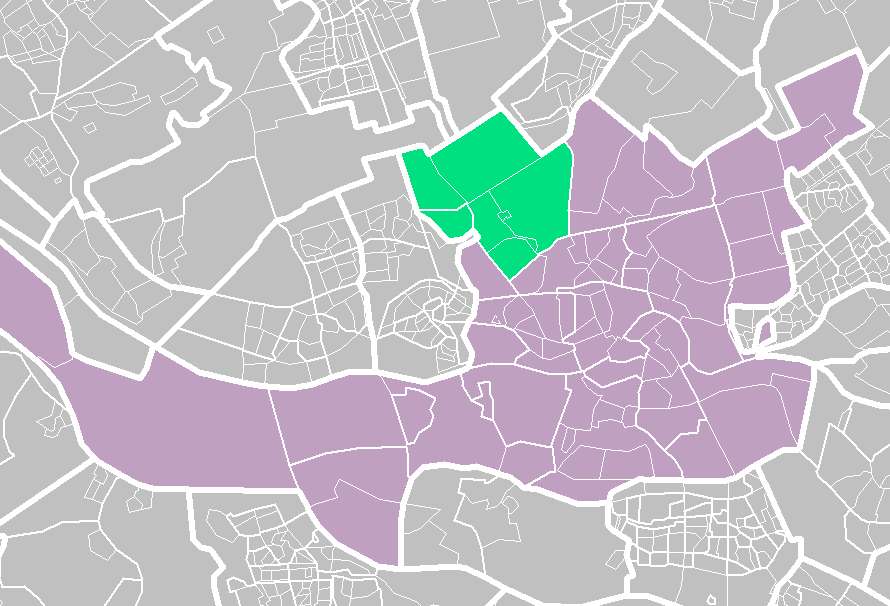
上斯希（绿色）在鹿特丹（紫色）的位置

上斯希（荷蘭語：Overschie，發音：[ˈoːvərˌsxi]）是荷兰南荷蘭省鹿特丹的分区，得名于斯希河，面积17.32平方千米，2023年人口19745。
上斯希曾是一个独立的市镇。1941年，上斯希并入鹿特丹。